# 喬爾年科韋
47°58′36″N 36°9′29″E / 47.97667°N 36.15806°E
喬爾年科韋（烏克蘭語：Чорненкове），是烏克蘭中部第聶伯羅彼得羅夫斯克州的村落，原属波克羅夫西克區。處於沃夫恰河右岸，分別距離萊瓦德內1公里和波克羅夫斯凱2.5公里，始建於1807年，面積1.55平方公里，海拔高度81米，2001年人口412。